# Поберей Марія Тихонівна
Марія Тихонівна Поберей (25 грудня 1924, місто Царицин, тепер місто Волгоград, Російська Федерація — 1 липня 1981, місто Ленінськ Волгоградської області, тепер Російська Федерація) — радянська діячка, 1-й секретар Ленінського районного комітету КПРС Волгоградської області. Кандидат у члени ЦК КПРС у 1966—1981 роках. Герой Соціалістичної Праці (20.11.1958).

## Життєпис
Народилася в родині робітника. Закінчила семирічну школу.
У 1941 році закінчила Новоаннинський сільськогосподарський технікум.
У 1941—1950 роках — агроном Панфіловської машинно-тракторної станції (МТС) Калінінського району Сталінградської області.
У 1950—1958 роках — головний агроном Маяковської машинно-тракторної станції (МТС) Ленінського району Сталінградської області.
Член КПРС з 1957 року.
У 1958 році закінчила заочно Сталінградський сільськогосподарський інститут.
У 1958—1959 роках — начальник інспекції по сільському господарству Ленінського району Сталінградської області.
У 1959—1963 роках — голова виконавчого комітету Ленінської районної ради депутатів трудящих Сталінградської (Волгоградської) області.
У 1963—1965 роках — голова виконавчого комітету Середньоахтубінської районної ради депутатів трудящих Волгоградської області.
У листопаді 1965 — 1981 року — 1-й секретар Ленінського районного комітету КПРС Волгоградської області.
Померла 1 липня 1981 року.

## Нагороди і звання
- Герой Соціалістичної Праці (20.11.1958)
- три ордени Леніна (20.11.1958,)
- орден Жовтневої Революції
- орден Трудового Червоного Прапора
- медалі